# Municipio de Fairview (condado de Erie)
El municipio de Fairview (en inglés: Fairview Township) es un municipio ubicado en el condado de Erie en el estado estadounidense de Pensilvania. En el año 2000 tenía una población de 10.140 habitantes y una densidad poblacional de 134 personas por km².

## Geografía
El municipio de Fairview se encuentra ubicado en las coordenadas 42°01′00″N 80°15′05″O / 42.01667, -80.25139.

## Demografía
Según la Oficina del Censo en 2000 los ingresos medios por hogar en la localidad eran de $55,600 y los ingresos medios por familia eran de $61,764. Los hombres tenían unos ingresos medios de $45,818 frente a los $27,813 para las mujeres. La renta per cápita de la localidad era de $26,397. Alrededor del 3,6% de la población estaba por debajo del umbral de pobreza.